# Карабичане
Карабичане (мкд. Карабичане) је насеље у Северној Македонији, у крајње северном делу државе. Карабичане припада општини Куманово.
Карабичане има велики значај за српску заједницу у Северној Македонији, пошто Срби чине већину становништва у насељу.

## Географија
Карабичане је смештено у крајње северном делу Северне Македоније, близу државне границе граници са Србијом, која се налази 3 km северозападно од насеља. Од најближег града, Куманова, село је удаљено 12 km северно.
Село Карабичане се налази у историјској области Жеглигово, у брдском крају, на приближно 550 метара надморске висине. Источно се издиже планина Рујен.
Месна клима је континентална са слабим утицајем Егејског мора (жарка лета).

## Становништво
Карабичане је према последњем попису из 2021. године имало 20 становника. Почетком 20. века Срби су чинили целокупно становништво.
Претежна вероисповест месног становништва је православље.
| Национални састав према попису из 2021.‍ | Национални састав према попису из 2021.‍ | Национални састав према попису из 2021.‍ | Национални састав према попису из 2021.‍ | Национални састав према попису из 2021.‍ |
| --------------------------------------- | --------------------------------------- | --------------------------------------- | --------------------------------------- | --------------------------------------- |
|                                         |                                         |                                         |                                         |                                         |
| Срби                                    | Срби                                    |                                         | 13                                      | 65%                                     |
| непописани                              | непописани                              |                                         | 7                                       | 35%                                     |